# 小行星18845
小行星18845（18845 Cichocki）是一颗绕太阳运转的小行星，为主小行星带小行星。该小行星于1999年9月7日发现。

## 轨道参数
小行星18845的轨道半长轴为2.6393262 UA，离心率为0.123。